# Fritz B. Busch

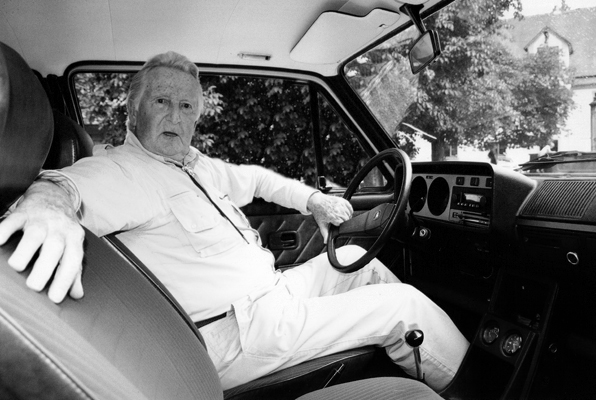
Fritz B. Busch

Fritz Bob Busch, meist kurz Fritz B. Busch (* 2. Mai 1922 in Erfurt; † 5. August 2010 in Vogt) war ein deutscher Motorjournalist, der sich selber als „Automobilschriftsteller“ bezeichnete. Er schrieb humorvolle Artikel – darunter auch einige Satiren – und Sachbücher zum Thema Auto.

## Leben
Fritz B. Busch war der Sohn von Hans Busch, einem Bankangestellten in Schmalkalden. Sein Vater war vom Motorsport begeistert und fuhr Motorrad und unter anderem einen Opel 4/16 PS. Er war mit dem Rennfahrer Huldreich Heusser bekannt und wollte nach Heussers Tod dessen Rennstall kaufen, womit aber seine Ehefrau nicht einverstanden war. Der Schwarze Freitag führte dazu, dass Busch sein gesamtes Vermögen und seinen Arbeitsplatz verlor, woraufhin die Familie nach Erfurt umzog.
Fritz B. Busch wollte Schriftsteller oder Schriftleiter werden, was sein Vater nicht unterstützte. So besuchte er zunächst die Handelsschule. 1937 folgte eine Ausbildung zum Kriminalassistenten. Während des Zweiten Weltkriegs wurde er im Herbst 1941 zur Wehrmacht einberufen. Dort gelang es Busch, in einer Propagandakompanie unterzukommen, obwohl er keinerlei journalistische Ausbildung vorweisen konnte. So kam er nach Jugoslawien; von dort schrieb er auch Kolumnen unter der Überschrift Geschichte am Rande des Krieges für Berliner Tageszeitungen.
Um nach Kriegsende nicht wieder in den Staatsdienst zurückzukehren, nahm Busch verschiedene Arbeiten an, zum Beispiel auf dem Bau, als Chauffeur, als Steilwandfahrer, beim Varieté oder als Reklameleiter beim Zirkus. Bei Letzterem endete der Vertrag mit der Währungsreform in Hamburg. Dort war er zuerst als Plakatmaler tätig, dann als Reisevertreter für die Zündapp DB 200, wobei er von den 50 DM Provision pro verkauftes Motorrad das Benzin für die weiten Fahrten zu den Kunden bezahlen musste, was sich nicht lohnte. Von 1949 bis 1951 verkaufte Busch bei einem Gebrauchtwagenhändler in Hamburg-Hamm heruntergekommene Vorkriegswagen, worüber er später in mehreren Geschichten erzählte.
Ab 1951 übernahm Busch die Werbeleitung des Gewürzherstellers Hermann Laue und des Wurstfabrikanten Palecke. Nun wohnte er zuerst in Neuengamme, einem ländlichen Stadtteil von Hamburg, und ab 1953 in Eimsbüttel. Nach Feierabend verfasste er Artikel über Automobile und versuchte, sie bei verschiedenen Tageszeitungen unterzubringen. Nachdem er als Automobiljournalist Fuß gefasst hatte, zog er nach Süddeutschland, weil ihm „die zunehmende Vermassung in der Großstadt“ missfiel.
Mit dem Ende seiner Tätigkeit als Werbeleiter zog Busch in den Landkreis Ravensburg. Im Sommer 1961 bezog er ein Haus in Bad Wurzach, einige Zeit später folgte Vogt, wo er bis zu seinem Tode seinen Wohnsitz hatte. Dort lebte er im Birkenhof, einem Haus mit Innenhof, das etwa 700 m von der Siedlungsgrenze entfernt alleinstehend am Waldrand lag. Für sein Automuseum wollte er eine Halle daneben bauen, was ihm die Baubehörde aber nicht genehmigte.

### Privates
Busch war seit Februar 1947 mit seiner Frau Liane verheiratet, im Herbst 1947 kam Tochter Anka zur Welt.

## Automobile
Busch kaufte 1946 für 10.000 Reichsmark einen zum Pritschenwagen umgebauten Opel 4/20 PS des Baujahrs 1929. Später fuhr er mit einer neu gekauften BMW Isetta mit Frau und Kind von Hamburg nach Italien in den Urlaub; 1959 war es ein Renault Dauphine mit einem Dethleffs-Klappwohnwagen. Insgesamt hielt er in den 1950er Jahren rund ein Dutzend Automobile. Um 1958 fanden sich auch die ersten Testwagen der Automobilhersteller ein.

## Wirken als Automobiljournalist

### auto motor und sport
An auto motor und sport sandte Busch so viele kurze, aber lustige Leserbriefe, dass Chefredakteur Heinz-Ulrich Wieselmann ihn um Artikel bat. 1959 fuhr er zum ersten Mal zur IAA, um über sie zu berichten, 1960 begann seine Artikelserie Für Männer, die Pfeife rauchen. Dabei handelte es sich um Fahrberichte von Wagen, die Busch besonders begeisterten und deren Faszination er gut nachvollziehbar beschrieb. Darunter fanden sich die unterschiedlichsten Automobile vom Kleinwagen bis zur Luxuslimousine oder zum Supersportwagen, vom sowjetischen bis zum amerikanischen Geländewagen. Der bekannteste Beitrag daraus war eine 1961 veröffentlichte Impression über den Jaguar E-Type mit dem Titel Whisky pur oder: Die Flunder. Er brachte den Durchbruch zum bekannten Automobiljournalisten und machte Henri Nannen auf ihn aufmerksam.
Mit Für Männer, die Pfeife rauchen wird Busch noch heute häufig in Verbindung gebracht. Neben dieser Artikelserie schrieb Busch in auto motor und sport keine regulären Testberichte, sondern Beiträge über aktuelle Themen wie die Diskussion über den Sicherheitsgurt oder Neuentwicklungen der Fahrzeugtechnik. Dabei wandte er sich zunehmend dem Oldtimer zu, so dass er zuletzt eine monatliche Kolumne im Oldtimer-Magazin Motor Klassik aus dem gleichen Verlag hatte. Ein weiteres Thema, das er permanent verfolgte, war Camping mit Wohnwagen und Wohnmobilen.

### Stern
Alexander Spoerl schrieb seit 1958 im Stern Fahrberichte über aktuelle Automobile und ging im Laufe der Zeit dazu über, Unsinn zu verbreiten, indem er beispielsweise den Fiat 1800 „für Fleischimportswitwen“ empfahl. Darüber beschwerten sich derart viele Motorjournalisten, dass Henri Nannen nur Spoerls Kündigung übrigblieb. Anschließend benannte er Busch als Nachfolger, wobei er 8000 DM für einen Vergleichstest bekam. Neben Autotests bekam Busch die Serie Traumwagen, wobei er unter anderem mit Straßenkreuzern durch Hollywood fuhr sowie in den besten Hotels wohnte, um bekannte Schauspieler und Regisseure zu besuchen, die der Stern ihm vermittelte. Anfang der 1970er Jahre ließen die Aufträge vom Stern nach und Henri Nannen nahm die eigenmächtig organisierte Fahrt von Alaska nach Feuerland zum Anlass, Busch telegrafisch zu kündigen.

### Quick
Schon bei der Rückkehr aus Alaska lag ein Angebot mit dem doppelten Honorar vor, das Busch beim Stern bekommen hatte. Es war von der Quick, die damals bei der Auflage unter den Illustrierten den zweiten Platz belegte.

## Weitere Aktivitäten

### Autonova

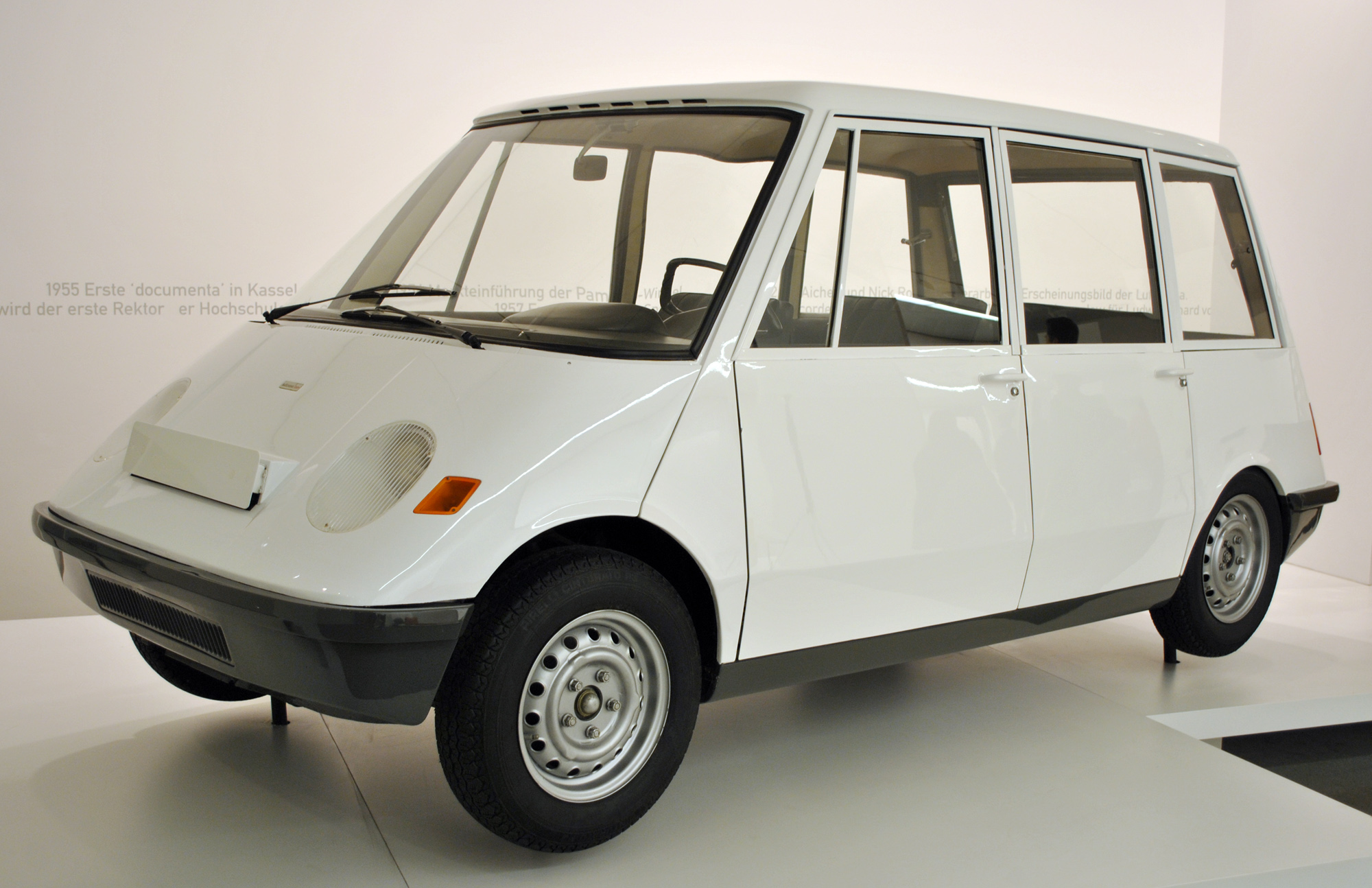
Autonova Fam

1965 gründete Busch mit Pio Manzù und Michel Conrad Autonova, um innovative Automobile zu bauen. Es kam zu zwei Prototypen, insbesondere zum Autonova fam, der zwar viel Aufsehen erregte, seiner Zeit aber zu weit voraus war, um in Serie produziert zu werden.

### Autofahrer-Kleidung
Auch über die passende Kleidung zum Autofahren machte sich Busch Gedanken. So erdachte er „eine Herrengarderobe …, die endlich wirklich geeignet ist, dem Mann dienlich zu sein, anstatt ihn … beim Autofahren zu behindern“. Die Taille der von ihm entwickelten Hose war in der Weite dreifach verstellbar, die passende Jacke war weit dehnbar und hatte außer drei Verstellösen an der Taille zwei Spreizfalten im Rücken. Die Kragenweite des Hemdes ließ sich mit Klettverschluss „stufenlos“ regeln. Stauraum boten leicht zugängliche Taschen auf Ärmeln und Hosenbeinen. Die Funktionsbekleidung blieb aber nicht nur den Herren vorbehalten: Für die chauffierende Dame waren in der Taillenweite verstellbare Röcke vorgesehen, ebenfalls mit reichlich Stauraum in Form von Taschen.

### Western Wagenbau
1970 beschloss Busch einen eigenen Wohnwagen zu entwerfen und zu bauen. Es handelte sich um einen betont einfach gehaltene Konstruktion mit einem Planverdeck, die an Westernwagen erinnerte. Busch produzierte den Wagen 25-mal im eigens gegründeten Unternehmen, von 1974 bis 1976 stellten dann noch die Karosseriewerke Weinsberg 50 Exemplare in Lizenz unter der Bezeichnung Western Caravan her.

### Von Alaska nach Feuerland
Beachtliches Aufsehen erregte die Reise von Oktober 1974 bis Januar 1975 mit einem VW Golf I über 32000 km von Alaska nach Feuerland, über die auch ein Buch veröffentlicht wurde. Die Idee dazu hatte Busch selber, er fand Pirelli als Sponsor, da die Italiener ihren neuen Reifen Cinturato P3 bekannt machen wollten. Volkswagen stellte zwei Wagen aus der im Juli 1974 angelaufenen Produktion – Nr. 653 und Nr. 714 – sowie einen VW-Bus zur Begleitung. Die Reise lief problemlos über 94 Tage, am Ende ging ein Golf zum Volkswagen-Museum und der andere ins Automuseum von Busch.

### Dieselstar
Auf Basis eines Formel-2-Rennwagens baute Busch in den 1970er-Jahren ein Rekordfahrzeug, den „Dieselstar“. Die Hülle aus 25 Quadratmeter Alu-Blech wurde mit 3000 Nieten befestigt, Mercedes-Benz unterstützte das Vorhaben mit dem Fünfzylinder-Dieselmotor Mercedes-Benz OM 617 des 240 D 3.0. Das als Mittelmotor angeordnete Triebwerk wurde für den Rekordversuch mit einem Turbolader von Garrett AiResearch und einer speziellen Einspritzpumpe von Bosch ausgestattet sowie geringfügig modifiziert: Kleinere Zylinderbohrungen reduzierten den Hubraum auf 2999 cm3; der Motor erhielt eine nitrierte Kurbelwelle und eine verstärkte Ölpumpe sowie besondere Einspritzdüsen und leistete 138 kW (187 PS) bei 4500 min−1. Am 16. November 1975 stellte Busch mit dem „Dieselstar“ auf der Volkswagen-Teststrecke in Ehra-Lessien den Weltrekord für Dieselfahrzeuge mit einer Spitzengeschwindigkeit von 253,7 km/h auf. Beachtlich ist dabei insbesondere, dass die bis dahin geltenden Diesel-Rekorde in reiner Geradeausfahrt auf Salzfeldern in Utah/USA aufgestellt worden waren, wohingegen Busch auf der Versuchsstrecke auch Kurven fahren und bremsen musste. Im Juni 1976 brach ein Mercedes-Benz C 111 mit dem gleichen Turbo-Dieselmotor die Busch-Rekorde.

### Automuseum

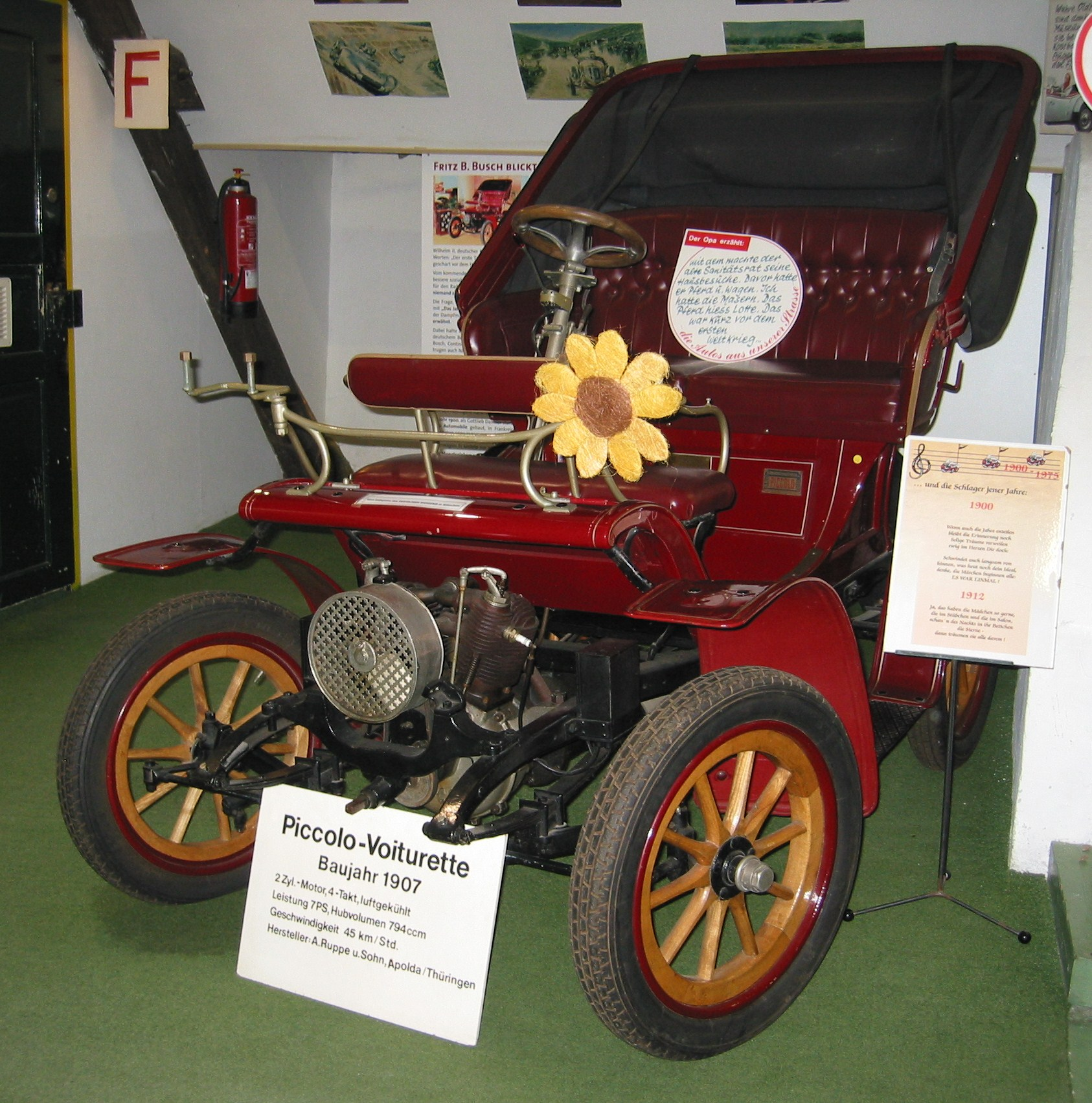
Automobilmuseum

In Vogt begann Busch alte Autos zu sammeln, was zum eigenen Automuseum führte. Etwa 5 km Luftlinie von seinem Haus entfernt fand er ein 500 Jahre altes Nebengebäude des Schlosses von Waldburg-Wolfegg, das er mieten konnte. So eröffnete er Ostern 1973 das Automobilmuseum von Fritz B. Busch. Zur Eröffnung kamen nicht nur die von Busch erwarteten 600, sondern 3000 Besucher.  Es wurde von 1998 bis 2016 von seiner Tochter Anka Busch weitergeführt. 2017 wurden Teile dieser Sammlung in das Auto & Traktor Museum bei Uhldingen-Mühlhofen integriert.

## Publikationen (Auswahl)

### Bücher
- Der große Test. Mit dem Auto von Alaska nach Feuerland. Copress-Verlag, München 1975.
- Einer hupt immer. Die schönsten Geschichten von Fritz B. Busch. Motorbuch Verlag, Stuttgart 1999, ISBN 3-613-01962-0.
- seine Stories .. . und sein Museum. Motorbuch Verlag, Stuttgart 2003, ISBN 978-3-613-87262-2.
- Motorlegenden – Fritz B. Busch. Legendäre Automobilgeschichten. Von Enten und geschrubbten Flundern. Motorbuch Verlag, Stuttgart 2021, ISBN 978-3-613-04401-2.
- Motorlegenden – Fritz B. Busch. Lieben Sie Vollgas? Unvergessene Automobilgeschichten. Motorbuch Verlag, Stuttgart 2022, ISBN 978-3-613-04485-2.

### Beiträge für die Zeitschrift „Auto, Motor und Sport“
1960
- Für Männer, die Pfeife rauchen: Citroën 2 CV – „Der letzte Clochard“. In: Auto, Motor und Sport. Nr. 2, 16. Januar 1960, ISSN 0005-0806, S. 18–19.
- Europäische PS-Plaudereien – „Von der Männer-Treue“. In: Auto, Motor und Sport. Nr. 3, 30. Januar 1960, ISSN 0005-0806, S. 21–23.
- Für Männer, die Pfeife rauchen: Austin-Healey Sprite – „Das Auto, das wir nicht haben“. In: Auto, Motor und Sport. Nr. 6, 12. März 1960, ISSN 0005-0806, S. 21–22.
- B. Busch blättert in Automobil-Prospekten – „Zigarrenanzünder ohne Drehmoment“. In: Auto, Motor und Sport. Nr. 8, 9. April 1960, ISSN 0005-0806, S. 20–21.
- Für Männer, die Pfeife rauchen: Ford Taunus 12M – „1,2 Liter, gut bürgerlich, für reichlich 4 Personen“. In: Auto, Motor und Sport. Nr. 15, 16. Juli 1960, ISSN 0005-0806, S. 23–24.
- Für Männer, die Pfeife rauchen: Hillman-Minx – „Offener Viersitzer Marke Evergreen“. In: Auto, Motor und Sport. Nr. 21, 8. Oktober 1960, ISSN 0005-0806, S. 31–32.

1961
- „Luftschlösser“: Diebstahlsicherung – Ein ungelöstes Problem. In: Auto, Motor und Sport. Nr. 4, 11. Februar 1961, ISSN 0005-0806, S. 12–13.
- „Das schönste Spielzeug des Jahrhunderts...“ – Ein höchst privater Blick in den Rückspiegel. In: Auto, Motor und Sport. Nr. 7, 25. März 1961, ISSN 0005-0806, S. 24–25.
- Wohnwagen-Test ERIBA FAUN. In: Auto, Motor und Sport. Nr. 7, 25. März 1961, ISSN 0005-0806, S. 54+56+58.
- Sicherheitsgurte – Kein sicheres Thema. In: Auto, Motor und Sport. Nr. 8, 8. April 1961, ISSN 0005-0806, S. 28–29.
- Stern-Deutereien. In: Auto, Motor und Sport. Nr. 8, 8. April 1961, ISSN 0005-0806, S. 32–33.
- VW mit Vollpension. In: Auto, Motor und Sport. Nr. 9, 22. April 1961, ISSN 0005-0806, S. 36–37.
- Für Männer, die Pfeife rauchen: Austin-Healey 3000. In: Auto, Motor und Sport. Nr. 10, 6. Mai 1961, ISSN 0005-0806, S. 31–32.
- „Das schönste Spielzeug des Jahrhunderts...“ – Blick in den Rückspiegel: 1926. In: Auto, Motor und Sport. Nr. 10, 6. Mai 1961, ISSN 0005-0806, S. 34–35.
- Wohnwagen-Test MALY FAHTI (Polyester). In: Auto, Motor und Sport. Nr. 10, 6. Mai 1961, ISSN 0005-0806, S. 42–44.
- Autos zu Wasser und zu Lande. In: Auto, Motor und Sport. Nr. 11, 20. Mai 1961, ISSN 0005-0806, S. 29–33.
- Der grüne Eimer. In: Auto, Motor und Sport. Nr. 12, 3. Juni 1961, ISSN 0005-0806, S. 20–21.
- Aus weißen Mäusen werden schwarze Schafe: „Zweckentfremdete Ordnungshüter“. In: Auto, Motor und Sport. Nr. 13, 17. Juni 1961, ISSN 0005-0806, S. 26–27.
- Das offene Wort: „Rollen Sie auch?“ bzw. „Sind Sie ein Roller?“ In: Auto, Motor und Sport. Nr. 13, 17. Juni 1961, ISSN 0005-0806, S. 36.
- An- und Aussichten. In: Auto, Motor und Sport. Nr. 14, 1. Juli 1961, ISSN 0005-0806, S. 29–30.
- Der Fortschritt ist eine lahme Ente. In: Auto, Motor und Sport. Nr. 15, 15. Juli 1961, ISSN 0005-0806, S. 19+43.
- Blick in den Rückspiegel: 1928. In: Auto, Motor und Sport. Nr. 15, 15. Juli 1961, ISSN 0005-0806, S. 24–25 (III. Folge von „Das schönste Spielzeug des Jahrhunderts“).
- Wohnwagen-Test DETHLEFFS NOMAD. In: Auto, Motor und Sport. Nr. 16, 29. Juli 1961, ISSN 0005-0806, S. 24–26.
- Wir fuhren: Schlauchboot Wiking Standard Heck 61 – „Gummi, Luft und Kleinholz“. In: Auto, Motor und Sport. Nr. 17, 12. August 1961, ISSN 0005-0806, S. 24–25.
- Die Zeit-Bombe. In: Auto, Motor und Sport. Nr. 18, 26. August 1961, ISSN 0005-0806, S. 15 (Parkuhren).
- Weitere Beiträge von Fritz B. Busch lassen sich den ams-Jahresinhaltsverzeichnissen entnehmen.

### Beiträge für die Zeitschrift „Stern“
- Die Traumwagenserie: B. Busch mit dem neuesten Cadillac-Cabrio – „Ein Amerikaner in Paris“. In: Stern. Nr. 45, 11. November 1962, ISSN 0039-1239, S. 18–29.
- B. Busch fuhr den ersten »Toronado«, der nach Europa kam – „Die Donnerbüchse aus Detroit“. In: Stern. Nr. 12, 20. März 1966, ISSN 0039-1239, S. 44–48.
- B. Busch fuhr den Fiat 124 – „Frühlingsflitzer aus Turin“. In: Stern. Nr. 19, 8. Mai 1966, ISSN 0039-1239, S. 84–92.
- B. Busch: Der große Duesenberg kommt doch nicht wieder – „Aus der Traum!“ In: Stern. Nr. 38, 18. September 1966, ISSN 0039-1239, S. 112–120.
- B. Busch fuhr den Opel Kadett „Rallye“ – „Scharfer Schuß aus Rüsselsheim“. In: Stern. Nr. 40, 2. Oktober 1966, ISSN 0039-1239, S. 146–154.
- B. Busch fuhr den Mercedes 250 SE – „Ein echter Gentleman“. In: Stern. Nr. 42, 16. Oktober 1966, ISSN 0039-1239, S. 100–109.
- B. Busch testet gleichzeitig vier Autos der Mittelklasse: Ford Taunus 17 M, Opel Rekord, Simca 1501 GLS und Peugeot 404 – „Welches Auto für mein Geld?“ In: Stern. Nr. 43, 23. Oktober 1966, ISSN 0039-1239, S. 96–108.
- B. Busch fuhr den Alfa Romeo Duetto – „Heißes Brötchen aus Milano“. In: Stern. Nr. 44, 30. Oktober 1966, ISSN 0039-1239, S. 88–95.
- B. Busch testet fünf Kleinwagen: Citroën 2CV, Renault 4, Glas Goggomobil, Fiat 500 und Trabant 601 – „Welches Auto für mein Geld?“ In: Stern. Nr. 46, 13. November 1966, ISSN 0039-1239, S. 90–100+194–197.
- B. Busch fuhr den Rolls-Royce Silver Shadow – „Der lautlose Schatten“. In: Stern. Nr. 49, 4. Dezember 1966, ISSN 0039-1239, S. 68–77.
- B. Busch fuhr das Spitzenmodell der Kölner Fordwerke: das Ford-OSI 20 M TS-Coupé – „Ein Kölner aus Turin“. In: Stern. Nr. 9, 26. Februar 1967, ISSN 0039-1239, S. 129–134.
- B. Busch fuhr den Fiat 125 – „Geldschrank auf flinken Füßen“. In: Stern. Nr. 18, 30. April 1967, ISSN 0039-1239, S. 137–143.
- B. Busch testete den NSU Ro 80 mit Wankelmotor – „Fahren wie in Abrahams Schoß“. In: Stern. Nr. 37, 10. September 1967, ISSN 0039-1239, S. 42–48.
- Stern-Journal zur Frankfurter IAA 1967: B. Busch testet alles, was neu und wichtig ist. In: Stern. Nr. 38, 17. September 1967, ISSN 0039-1239, S. 87–148.
- B. Busch fuhr den Renault 16 – „Viel Vernunft mit Pariser Charme“. In: Stern. Nr. 41, 8. Oktober 1967, ISSN 0039-1239, S. 149–153.
- B. Busch fuhr den VW 1600 TL Automatik – „Der linke Fuß hat Pause“. In: Stern. Nr. 43, 22. Oktober 1967, ISSN 0039-1239, S. 189–193.
- Ein Bericht von B. Busch: „Die Wankel-Story“. In: Stern. Nr. 44, 29. Oktober 1967, ISSN 0039-1239, S. 139–142.
- B. Busch untersucht das billige Vergnügen im großen Mofa-Vergleichstest – „Ponys aus Blech“. In: Stern. Nr. 25, 23. Juni 1968, ISSN 0039-1239, S. 40–46.
- B. Busch fuhr die Corvette Sting Ray – „Feuerstuhl für Playboys“. In: Stern. Nr. 34, 25. August 1968, ISSN 0039-1239, S. 38–42.
- B. Busch fragt: „Ist der Ro 80 ein Säufer?“ In: Stern. Nr. 35, 1. September 1968, ISSN 0039-1239, S. 115.
- B. Busch fuhr das neue Ford-Coupé – „Der Kundenfischer von Capri“. In: Stern. Nr. 5, 2. Februar 1969, ISSN 0039-1239, S. 38–41+161–165.
- B. Busch fuhr den Autobianchi A 111 – „Der Doppelgänger“. In: Stern. Nr. 31, 3. August 1969, ISSN 0039-1239, S. 50 ff.
- B. Busch testete den Citroën M 35 mit deutschem NSU-Wankelmotor – „Dr. Wankels französische Tochter“. In: Stern. Nr. 4, 18. Januar 1970, ISSN 0039-1239, S. 101+104.
- Ein Bericht von B. Busch: „Motorräder: Die Kraft und die Herrlichkeit“. In: Stern. Nr. 50, 5. Dezember 1971, ISSN 0039-1239, S. 42–54.